# Besbes (distrito)
Besbes é um distrito localizado na província de El Tarf, Argélia, e cuja capital é a cidade de mesmo nome, Besbes. A população total do distrito era de 68 852 habitantes, em 2008.[carece de fontes?]

## Comunas
O distrito é composto por três comunas:
- Besbes
- Zerizer
- Asfour